# Andrena eremobia
Andrena eremobia är en biart som beskrevs av Guiglia 1933. Andrena eremobia ingår i släktet sandbin, och familjen grävbin. Inga underarter finns listade i Catalogue of Life.